# Rigmor
Rigmor er et skandinavisk pigenavn, der formodentlig stammer fra tysk Ricmod med betydningen 'rigt sind'. Navnet blev populært i Danmark, efter at Ingemann brugte det i sin roman Valdemar Sejr fra 1826. I 2021 er der 1388 danskere, der har dette navn. Navnets popularitet er stigende, idet 21 børn fik det i 2019, det højeste antal i 35 år.

## Kendte personer med navnet
- Rigmor Dam, færøsk politiker
- Rigmor Agnete Dokker, dansk forfatter og modstandskvinde
- Rigmor Galtung, norsk skuespiller
- Rigmor Jerichau, dansk skuespiller
- Rigmor Mydtskov, dansk fotograf
- Rigmor Reumert, dansk skuespiller
- Rigmor Zobel, dansk advokat

## Navnet anvendt i fiktion
- Rigmor er en biperson i B.S. Ingemanns Valdemar Sejr (1826).
- Rigmor er en person i Martin A. Hansens Løgneren (1949) og filmatiseringen af denne (1970).
- Rigmor er en person i Julefeber, DR's julekalender 2020